# Thanatosdrakon
Thanatosdrakon is een geslacht van uitgestorven pterosauriërs, behorende tot de Pterodactyloidea, dat leefde tijdens het Laat-Krijt in het gebied van het huidige Argentinië.
In 2011 werden opgravingen verricht op de Agua del Padrillo-vindplaats, in het zuiden van het departement Malargüe, in de provincie Mendoza. Acht kilometer ten noorden van de groeve waarin Notocolossus werd aangetroffen, vond men een opperarmbeen van een pterosauriër en twee meter verderop een postcraniaal skelet van een kleiner individu. De vondsten werden in 2018 gemeld in de wetenschappelijke literatuur. Daarbij werd het opperarmbeen beschreven maar nog niet benoemd. Men sprak informeel van de Padrillo Pterosaur.

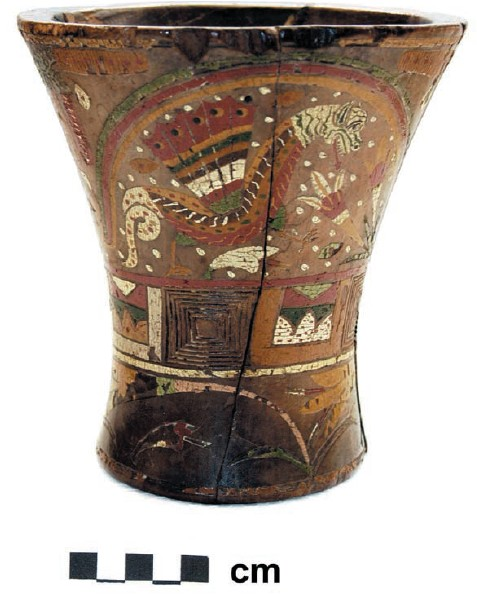
De Amaru

In 2022 werd de typesoort Thanatosdrakon amaru benoemd en beschreven door David Leonardo Daniel Ortiz, Bernardo Javier González Riga, en Alexander Wilhelm Armin Kellner. De geslachtsnaam is een combinatie van het Oudgrieks thanatos, 'dood', en drakoon, 'draak'. Overigens zou een correcte combinatie 'Thanatodracon' hebben moeten luiden. De soortaanduiding is de naam van een vliegende slang uit de mythologie van de Quecha.
Het holotype UNCUYO-LD 307 is gevonden in een laag van de bovenste Plottierformatie die dateert uit het Coniacien-Santonien en ongeveer drieëntachtig miljoen jaar oud is. Het bestaat uit een postcraniaal skelet, dus zonder schedel. Hieraan ontbreken de nek, het borstbeen, de prepubis en de kuitbeenderen. Het paratype is specimen  UNCUYO-LD 350. Het bestaat uit een vrijwel compleet linkeropperarmbeen dat wel sterk samengedrukt is.
Het paratype is vijfenveertig centimeter lang. In 2018 werd hieruit een vleugelspanwijdte afgeleid van 9,1 meter. Dat maakte Thanathosdrakon de grootste pterosauriër die ooit in Zuid-Amerika gevonden was. Het paratype is een individu met een geschatte vlucht van zeven meter.
Bij het opperarmbeen staat de deltopectorale kam vrij hoog en is rechthoekig van profiel. De kootjes van de vleugelvinger missen een T-vormige dwarsdoorsnede.
In 2018 werd het opperarmbeen toegewezen aan een of ander lid van de Tapejaroidea. Het toonde kenmerken van zowel de Tapejaridae als de Azhdarchidae. In 2022 werd Thanatosdrakon in de Azhdarchidae geplaatst, als zustersoort van Quetzalcoatlus. Dan zou het het oudste bekende lid van de Quetzalcoatlinae zijn.
Thanatosdrakon leefde bij een meanderende rivier en was dus geen bewoner van de kust maar van het binnenland.
Het volgende kladogram toont de positie van Thanatosdrakon in de evolutionaire stamboom volgens de studie uit 2022.
|  | Hatzegopteryx |
|  |               |
|  | Albadraco     |
|  |               |

|  | Arambourgiania                                                 |
|  |                                                                |
|  | \| \| Aerotitan \| \| \| \| \| \| Mistralazhdarcho \| \| \| \| |
|  |                                                                |
|  | Aerotitan                                                      |
|  |                                                                |
|  | Mistralazhdarcho                                               |
|  |                                                                |

|  | Aerotitan        |
|  |                  |
|  | Mistralazhdarcho |
|  |                  |

|  | Hatzegopteryx |
|  |               |
|  | Albadraco     |
|  |               |

|  | Arambourgiania                                                 |
|  |                                                                |
|  | \| \| Aerotitan \| \| \| \| \| \| Mistralazhdarcho \| \| \| \| |
|  |                                                                |
|  | Aerotitan                                                      |
|  |                                                                |
|  | Mistralazhdarcho                                               |
|  |                                                                |

|  | Aerotitan        |
|  |                  |
|  | Mistralazhdarcho |
|  |                  |

|  | Thanatosdrakon                   |
|  |                                  |
|  | \| \| Quetzalcoatlus \| \| \| \| |
|  |                                  |
|  | Quetzalcoatlus                   |
|  |                                  |

|  | Quetzalcoatlus |
|  |                |

|  | Thanatosdrakon                   |
|  |                                  |
|  | \| \| Quetzalcoatlus \| \| \| \| |
|  |                                  |
|  | Quetzalcoatlus                   |
|  |                                  |

|  | Quetzalcoatlus |
|  |                |

|  | Hatzegopteryx |
|  |               |
|  | Albadraco     |
|  |               |

|  | Arambourgiania                                                 |
|  |                                                                |
|  | \| \| Aerotitan \| \| \| \| \| \| Mistralazhdarcho \| \| \| \| |
|  |                                                                |
|  | Aerotitan                                                      |
|  |                                                                |
|  | Mistralazhdarcho                                               |
|  |                                                                |

|  | Aerotitan        |
|  |                  |
|  | Mistralazhdarcho |
|  |                  |

|  | Hatzegopteryx |
|  |               |
|  | Albadraco     |
|  |               |

|  | Arambourgiania                                                 |
|  |                                                                |
|  | \| \| Aerotitan \| \| \| \| \| \| Mistralazhdarcho \| \| \| \| |
|  |                                                                |
|  | Aerotitan                                                      |
|  |                                                                |
|  | Mistralazhdarcho                                               |
|  |                                                                |

|  | Aerotitan        |
|  |                  |
|  | Mistralazhdarcho |
|  |                  |

|  | Thanatosdrakon                   |
|  |                                  |
|  | \| \| Quetzalcoatlus \| \| \| \| |
|  |                                  |
|  | Quetzalcoatlus                   |
|  |                                  |

|  | Quetzalcoatlus |
|  |                |

|  | Thanatosdrakon                   |
|  |                                  |
|  | \| \| Quetzalcoatlus \| \| \| \| |
|  |                                  |
|  | Quetzalcoatlus                   |
|  |                                  |

|  | Quetzalcoatlus |
|  |                |